# Ribonukleinska kislina
Ribonukleinska kislina (RNK oziroma RNA) je, tako kot DNK, dolga molekula, ki opravlja vrsto ključnih funkcij v živih organizmih. Čeprav je kemično zelo podobna DNK, ima precej drugačne lastnosti, kar se odraža v njeni biokemiji. Je precej manj stabilna kot DNK, zaradi česar v evolucijskem razvoju verjetno ni postala nosilka genetske informacije, čeprav nekateri sumijo, da se je pojavila pred DNK in je bila celo njen predhodnik (t. i. hipoteza RNK sveta). Na drugi strani pa je RNK nosilec genetske informacije pri nekaterih vrstah virusov. RNK skupaj z DNK spada med nukleinske (jedrne) kisline, ki skupaj z beljakovinami, ogljikovimi hidrati in lipidi predstavljajo glavno skupino bioloških makromolekul.
RNK je nerazvejan polimer štirih različnih nukleotidov: adenina, uracila, gvanina in citozina. Nukleotid v RNK je sestavljen iz monosaharida (riboze), dušikove baze in fosfatne skupine. Čeprav je RNK v celicah večinoma prisotna v enoverižni obliki, lahko tvori podobno dvojno vijačno obliko kot DNK, ki pa je manj stabilna od njene sorodnice.
Ena njenih najpomembnejših vlog RNK je posredovanje genetske informacije med DNK in ribosomi Pri tem je v veljavi osrednja dogma molekularne biologije, po kateri informacija vedno teče v smeri:
DNK => RNK => BELJAKOVINA
Specifičen del DNK se v procesu transkripcije (prepisovanja) prepiše v informacijsko RNK oziroma mRNK (angl. messenger RNA), na podlagi katere v procesu translacije (prevajanja) s pomočjo ribosomov nastane določena beljakovina. mRNA je linearna enoverižna molekula, ki je komplementarna delu DNK, s katerega se prepiše. 
tRNK oziroma prenašalna RNK (angl. transfer RNA) sodeluje z ribosomi in mRNA pri nastanku beljakovin (translacija). Na en konec molekule se veže specifična aminokislina, drug konec tRNK (antikodon) pa prepozna ustrezen kodon na mRNK. tRNK ima za razliko od mRNA prostorsko strukturo (v vseh treh dimenzijah) in nekatere neobičajne nukleotide. 
rRNK oziroma ribosomska RNK (angl. ribosomal RNA), ki ima zapleteno strukturo, se povezuje z ribosomalnimi beljakovinami v ribonukleoproteinski kompleks imenovan ribosom. RNK v tem kompleksu služi kot ogrodje tega celičnega stroja, obenem pa opravlja tudi nekatere katalitske funkcije.
Poleg omenjenih glavnih zvrsti RNK molekul v celicah, obstajajo še druge, bolj eksotične oblike:
sRNK (angl. small RNA)
soRNK (angl. small nucleolar RNA)
siRNK (angl. small interfering RNA).